# UEXT
Universal EXTension (UEXT) — схема разъема, включающего в себя линию питания и три последовательных интерфейса передачи данных: Asynchronus, I2C, SPI. Разработана компанией Olimex и является открытой и бесплатной. Использует 10-контактную цоколёвку в виде массива штырей 2x5 с шагом 2,54 мм.

## Разъём
UEXT-разъём состоит из 10 пинов, по 5 пинов в два ряда в пластиковой оправе (BH10S). Расстояние между пинами - 2.54 мм. Разъём соединяется с 2x5 (10-pin) IDC-розеткой и (обычно) с плоским кабелем. UEXT-кабель называется 10-pin IDC Connector Ribbon Cable.

## Технические характеристики
UEXT разъём включает в себя линию питания и три последовательных интерфейса передачи данных: Asynchronous, I2C, SPI. Все пины поддерживают 3.3-вольтовую логику. Асинхронный интерфейс требует дополнительных схем для реализации физического уровня и разъемов для поддержки RS-232, RS-422, RS-485, DMX512, MIDI.
| Pin | Name | I/O | Тип | Основное использование           |
| --- | ---- | --- | --- | -------------------------------- |
| 1   | 3.3V | S   | S   | +3.3В                            |
| 2   | GND  | S   | S   | Земля                            |
| 3   | TXD  | O   | PP  | UART, передача данных (от хоста) |
| 4   | RXD  | I   | PP  | UART, приём данных (к хосту)     |
| 5   | SCL  | O   | OD  | Шина I²C, тактовый сигнал        |
| 6   | SDA  | I/O | OD  | Шина I²C, линия данных           |
| 7   | MISO | I   | PP  | Шина SPI, вход ведущего          |
| 8   | MOSI | O   | PP  | Шина SPI, выход ведущего         |
| 9   | SCK  | O   | PP  | Шина SPI, тактовый сигнал        |
| 10  | SSEL | O   | PP  | Шина SPI, выбор ведомого         |

Примечания:
1. Направление относительно хоста. I = Input, Вход, O = Output, Выход
2. S = Питание, PP = Двухтактный выход (Push-Pull), OD = выход типа "открытый коллектор" (Open-Drain), все ножки работают с логическими напряжениями в 3.3В

## Примеры использования
Olimex широко использует разъёмы UEXT в своих платах и разработало большое количество дополнительных модулей, подключаемых по UEXT.
UEXT I/O Boards
- Olimex UEXT Boards

Host Boards
- Olimex Olimexino, 16 MHz Atmel ATmega328 (AVR)
- Olimex LPC-P1114, 50 MHz NXP LPC1114 (ARM Cortex-M0)
- Olimex DuinoMite, 80 MHz MicroChip PIC32MX795 (PIC32)
- Olimex STM32-P207, 120 MHz ST STM32F207 (ARM Cortex-M3)